# Meller Rózsi
Meller Rózsi (Budapest, 1902. március 31. – Budapest, 1960. október 11.) magyar író, Heller Ágnes filozófus nagynénje.

## Életpályája
Budapesten született Meller Gyula (1867–1944) és Weisz Szidónia (1874–1944) gyermekeként. Apai nagyszülei Meller Vilmos és Heller Rozália, anyai nagyszülei Weisz Salamon és Schwarzberg Klára. A Veres Pálné Gimnáziumban érettségizett. Tizennyolc éves kora után külföldön (Bécsben, Párizsban, Londonban) élt, Halléban mezőgazdasági főiskolát végzett. Bécsben kutatóvegyész-adjunktusként dolgozott, mikor az 1920-as években pályadíjat nyert Frau auf der Flucht című regényével. Néhány hónapra rá a Burgtheater kamaraszínháza, az Akademietheater bemutatta Leutnant Komma (Irja hadnagy) című szatíráját Jurij Tinyanov: Tetik hadnagy című írásából (1927). Első művei tehát németül jelentek meg.
1933-ban megszúrta magát, amit gyilkossági kísérletnek próbált beállítani; a hatóság félrevezetéséért három és fél hónapos vizsgálati fogságban tartották, ekkor írta az önéletrajzi ihletésű Vallomás című darabot. Első színművét még Frank Maar álnéven adta ki, későbbi német kiadású könyvein Rose Meller név van feltüntetve. 1934-ben tért haza. Művei kivétel nélkül a Belvárosi Színházban kerültek színre. Az 1930-as évek egyik ígéretes tehetségének tartották; a Bálint Lajos fordításában színre vitt, a cári Oroszországban játszódó Írja hadnagyot és a Vallomást százas szériákban játszották.
A második világháborút követő kommunista fordulat után még 1947-ben megjelenhetett kínai tárgyú, a kínai–japán háború idején játszódó színdarabja, az Egy bála rizs, majd régi szociáldemokrataként kiszorították az irodalmi-színházi életből. A civilben mikrobiológus és kutató vegyész Meller laboránsként kapott munkát a Chinoinban, majd 1950-től az MTA Genetikai Intézetének lett munkatársa.
Sírja a Farkasréti temetőben található, az adattár szerint Meller Rózsi/Balassa Lászlóné felirattal. Férje 1937-től Balassa László pszichológus volt, gyermeke Balassa György (Georges Baal), Franciaországban élő színházterapeuta, az ATRAAL Színház alapítója, fordító, a klinikai pszichológia doktora.
A budapesti Katona József Színház Sufni színpada 2010 végén a Notóriusok sorozat keretében kísérelte meg Meller Rózsi hagyatékának feltámasztását.

## Művei

### Drámák
- Írja hadnagy (1932. szeptember 24.); eredeti címe Leutnant Komma, Katajev novellájának ötletéből
- Vallomás (1935. január 17.; főszerepben Bulla Elma)
- Doktor Barabás Irén (1938. január 21.)
- Egy bála rizs (1947. október 1.)

### Regények
- Frau auf der Flucht (Berlin, Universitas, 1931);[17]
- Anyu, akarod a gyereket? (Budapest, 1943)
- Menekülő igazság (Budapest, 1945)
- Justiz in Amerika (Zürich, 1946)

A Vallomás című darabból később Én voltam! címmel film készült Bárdos Artúr rendezésében.